# 鼠鱚
鼠鱚（学名：Gonorynchus abbreviatus）为輻鰭魚綱鼠鱚目鼠鱚科鼠鱚屬的鱼类。分布于西北太平洋區，包括日本、朝鲜、中国沿海等地，棲息深度50-100公尺，體長可達31公分，棲息在泥底質海域。该物种的模式产地在长崎。